# 阿斯基-威尔逊多项式

2nd order Askey-Wilson polynomials

2nd order Askey-Wilson polynomials

阿斯基-威尔逊多项式（Askey–Wilson polynomials）是一个以基本超几何函数表示的正交多项式:
{\displaystyle {\frac {a^{n}p_{n}(x;a,b,c,d,|q)}{(ab,ac,ad;q)_{n}}}=_{4}\phi _{3}(q^{-n},abcdq^{n-1},ae^{i\theta },ae^{-i\theta };ab,ac,ad;q,q)}
其中{\displaystyle x=cos(\theta )}
阿斯基-威尔逊多项式是威尔逊多项式的q模拟.

## 极限关系
阿斯基-威尔逊多项式→连续双q哈恩多项式
在阿斯基-威尔逊多项式中，令{\displaystyle d=0}即得连续双哈恩多项式
{\displaystyle p_{n}(x;a,b,c,0|q)=p_{n}(x;a,b,c|q)}
阿斯基-威尔逊多项式→连续q哈恩多项式
在阿斯基-威尔逊多项式中作代换{\displaystyle \theta \to \theta +\phi },{\displaystyle a\to ae^{i\theta }},{\displaystyle b\to be^{i\theta }},{\displaystyle c\to ce^{-i\theta }},{\displaystyle d\to de^{-i\theta }}即得连续q哈恩多项式：
{\displaystyle p_{n}(cos(\theta +\phi );ae^{i\theta },be^{i\theta },ce^{-i\theta },de^{-i\theta }|q)=p_{n}(cos(\theta +\phi ),a,b,c,d;q)}
阿斯基-威尔逊多项式→大q雅可比多项式